# مبرهنات ميرتنز
في نظرية الأعداد، مبرهنات ميرتنز هي ثلاث مبرهنات برهن عليهن عالم الرياضيات الألماني فرانز ميرتنز عام 1874, تتعلقن بكثافة الأعداد الأولية.
مبرهنة ميرتنز الأولى
{\displaystyle \sum _{p\leq n}{\frac {\ln p}{p}}-\ln n}
لا تتجاوز القيمة المطلقة لهاته الصيغة الاثنين لكل عدد {\displaystyle n\geq 2}.
مبرهنة ميرتنز الثانية 
مبرهنة ميرتنز الثلاثة